# باغ ایرانی
باغ ایرانی یا  باغ پارسی به باغ‌هایی گفته می‌شود که بر پایه معماری و عناصر تشکیل دهنده آن از جمله ساختار هندسی، آب و درختان و کوشک میانی و غیره عمدتاً در فلات ایران و مناطق پیرامونی متأثر از فرهنگ آن رواج داشته‌است.
در ادبیات ایران به باغ ایرانی «باغ سرا»، پردیس یا فردوس، بوستان یا بستان گفته می‌شده‌است. واژه باغ ایرانی جدید و ترجمه پرشن گاردن است.
باغ ایرانی سه ساختار و طراحی منحصر به فرد دارد: اول در مسیر عبور جوی آب قرار دارد.
دوم: محصور است با دیوارهای بلند سوم در داخل باغ عمارت تابستانی و استخر آب قرار دارد. این سه مشخصه باغ‌های ایرانی را متمایز می‌کند. در واقع این باغ سراهای ایرانی را جهانگردان اروپائی که مشاهده کردند آن را با مشخصه و نام «پرشن گاردن» وصف کردند. باغ ایرانی یا «باغ سرای» به ساختار و طراحی منحصر به فرد آن اشاره دارد.
باغ ایرانی با تاریخ پیدایش قنات پیوند دارد اولین باغ‌های ایرانی در مسیر خروجی قنات‌ها شکل گرفته‌است. نمونه این‌گونه باغ‌ها را می‌توان در طبس، یزد، گناباد، و بیرجند و اکثر مناطق کویری دید. یکی از مشخصه‌های باغ ایرانی عبور جوی آب در داخل باغ هست که معمولاً در این باغ سراها در وسط باغ استخر و یک عمارت یا ساختمان تابستانی وجود داشته‌است. بعضی باغ‌ها به صورت چهار باغ بوده و آب را در ۴ مسیر عبور می‌داده‌اند.
باغ ایرانی پاسارگاد را ریشهٔ معماری این باغ‌ها دانسته‌اند. کوروش بزرگ شخصاً دستور داده بود که باغ پاسارگاد چگونه ایجاد شود و درخت‌ها نیز به چه شکل کاشته شوند و در واقع هندسی‌سازی باغ و شکل و شمایل آن از دیدگاه کوروش به باغ ایرانی گرفته شده‌است. در دورهٔ ساسانیان نیز باغ‌ها در جلوی کاخ‌ها و معابد شکل گرفتند و این موضوع در دورهٔ اسلامی نیز ادامه یافت.
قدیمی‌ترین سند تصویری که نظم باغ ایرانی را به تصویر می‌کشد به دوره ساسانیان بازمی‌گردد. در نقش برجسته طاق بستان، صحنه شکار خسرو پرویز، طرح باغ-شکار او را در طاق بستان نشان می‌دهد. این نقش برجسته تا حدود زیادی هندسه باغ و عملکرد آن را هویدا می‌کند.
این باغ‌ها عنوان یک ساختار کامل، بیانگر رابطهٔ تنگاتنگ میان بستر فرهنگی و طبیعی است و نشانه‌ای از سازگار نمودن و همسو کردن نیازهای انسان و طبیعت است. در گذشته باغ ایرانی بروز توان نهفتهٔ محیط و ادراک پیچیدگی‌های آن بود. خالق باغ با اتکا به دانش تجربی خود فضایی را ایجاد می‌کرد که باعث بقاء و پویایی بستر طبیعی می‌شد.

## تاریخچه

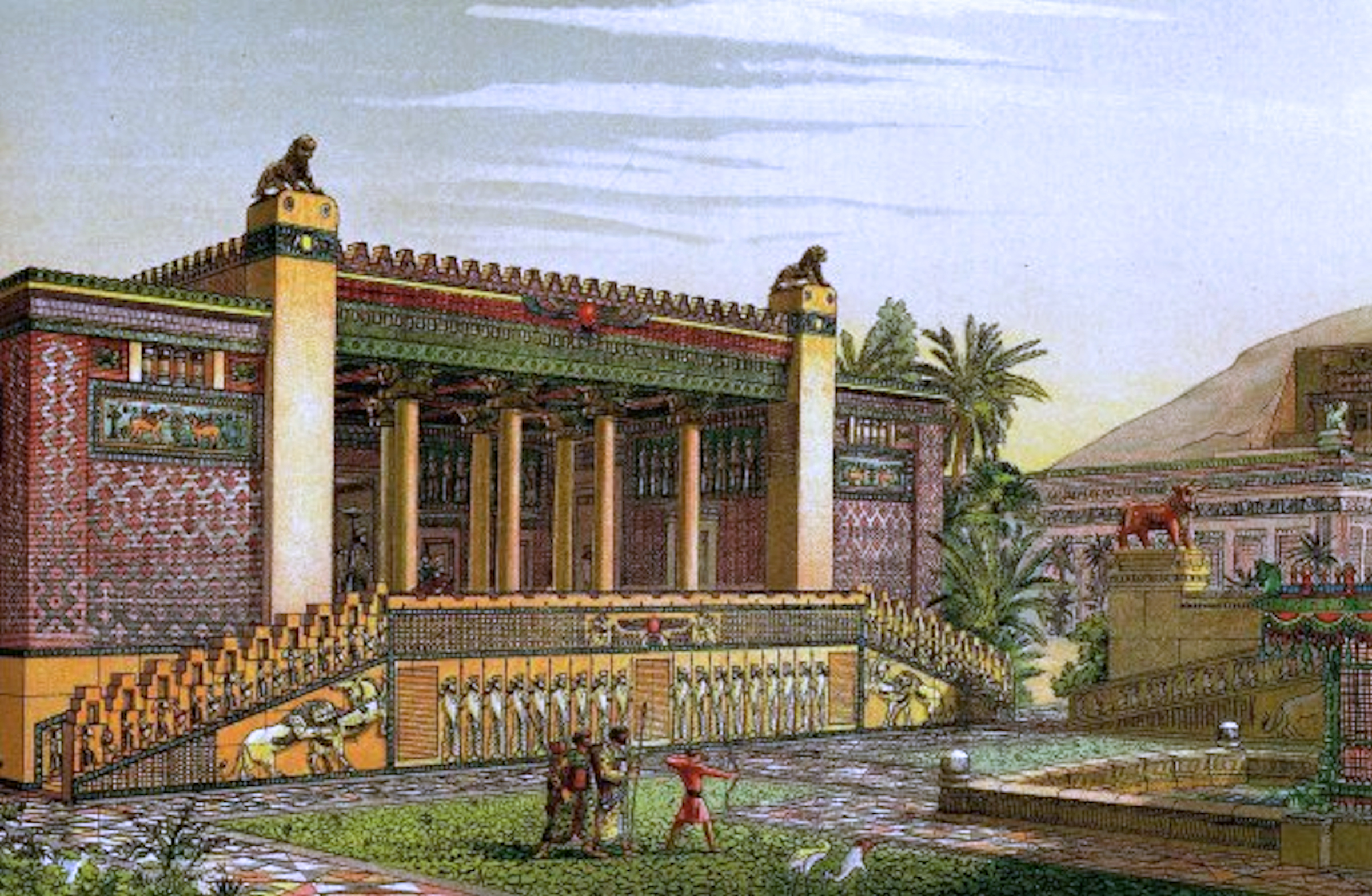
باغ مقابل کاخ داریوش سوم در تخت جمشید

آغاز ساماندهی باغ را باید در زمان هخامنشیان جستجو نمود. در باغ‌های سلطنتی پاسارگاد (سده ۶ پیش از میلاد) وجود هندسه سازمند و منظم در باغ شاهی (اختصاصی) و در مقیاس کلان در باغ‌های پیرامون کاخ‌ها، تبدیل به الگویی شده‌است که بعدها در دوره ساسانی و پس از اسلام شاهد تکامل آن هستیم.
در نوشته‌های گزنفون آمده‌است که شاه هخامنشی هر جا ساکن می‌شده و به هر جا که می‌رفته، همواره در نظر داشته‌است که در همه جا باغ‌هایی باشد پر از آفریده‌های زیبا، که از زمین می‌روید. این باغ‌ها را پردیس می‌نامند. اگر هوا مانع نباشد، شاه بیشتر اوقات خود را در چنین باغ‌هایی به سر می‌برد.
اردشیر دوم در سنگ‌نبشته‌ای در شوش این جمله را نقش کرده‌است:
«به یاری اهورمزدا این کاخ پردیس زندگانی را من ساختم. اهورمزدا و مثره (مهر) مرا از هر بدی بپایند و آنچه را که کرده‌ام نگاهدارند».
در دوران ساسانی (۶۳۳–۲۲۴م) باغ سازی گسترش فراوانی می‌یابد. جایگاه والای طبیعت در تفکر زرتشت به ویژه پرستش آب موجب گردید تا علاوه بر انتظام انسانی در باغ چشم‌اندازها و بستر طبیعی نیز مطرح گردد. باغ قصرهای این دوره همانند تخت سلیمان و کاخ فیروز آباد بیستون در بستر طبیعی جذاب مانند دریاچه و چشمه مکان‌یابی گردیدند.
تنوع هندسی مشخص‌ترین ویژگی باغ‌های این دوره‌است. انتظام‌های محوری، مرکزی و چهاربخشی در باغ‌های این دوره دیده می‌شود. با استقرار تمدن اسلامی در دوره بنی‌امیه در سامره و اندلس باغ‌هایی احداث گردیدند که همچنان از باغ‌های ساسانی مورد الگوبرداری قرار گرفته بود. بسیاری از محققین با شکوه‌ترین عصر باغ سازی در ایران را در دوره صفویه می‌دانند. در این دوره باغات در گستره شهر به عنوان هنر شکل دهنده ساختار فیزیکی شهر بودند و همچون منظومه‌ای سبز تمامی ساختار شهر را تحت تأثیر قرار می‌دادند.
باغ سازی در دوران صفویه از قزوین شروع شد. این شهر به عنوان پایتخت صفویه انتخاب گردید و به صورت باغ شهر سازمان یافته بود که اکنون از باغ‌های درباری بجز چند ساختمان چیزی باقی نمانده‌است. در زمان شاه عباس، پایتخت از قزوین به اصفهان تغییر مکان داد. در اصفهان از همنشینی فضاهای فضاهای شهری، خیابان، میدان و باغ ساختار هندسی این باغ شهر شکل گرفت.
سیر تحول طراحی باغ در دورهٔ صفویه نیز همانند زنجیره‌ای به دورهٔ تیموریان مرتبط بوده و در دوران قاجاریه به علت ارتباطات فرهنگی گسترده ایران با اروپا نشانه‌هایی از از الگوی باغ سازی اروپایی در باغ‌های ایران نفوذ کرد و در دوران پهلوی به علت سهولت تردد بین ایران و دیگر کشورهای اروپایی احداث باغ‌ها و پارک‌های اروپایی یا آمیخته‌ای از آن‌ها رواج یافت.
ابتدایی‌ترین و ساده‌ترین اصل هندسی باغ ایجاد محوری در میانهٔ باغ و به موازات طول آن می‌باشد. به‌طور معمول در دو طرف این محور درختان سایه انداز کاشته شده‌است. هندسه باغ از تقسیمات راست گوشه تشکیل شده‌است. مهم‌ترین این تقسیمات، انتظام چهار بخشی است. انتظام باغ بر اساس هندسه محوری و تقارن است.
شکل باغ ایرانی شامل انتظام آب، انتظام گیاه و انتظام معماری است. این انتظام در قالی‌های ایرانی نیز قابل جستجو می‌باشد و عناصر این انتظام (آب، گیاه و معماری) در نگارگری ایرانی موجودند و تصویری ایده‌آل از باغ ایرانی را ارائه می‌دهند.

## واژه‌شناسی

باغ فین کاشان.

ایرانیان از دیرباز به ساختن باغ‌ها و باغچه در حیاط و اطراف بناها علاقهٔ خاصی داشتند، در نوشته‌های مورخان یونانی نزدیک به ۳۰۰۰ سال پیش، پیرامون خانه‌های بیشتر ایرانیان را باغ‌ها احاطه کرده و باغچه‌هایی را که در اطراف بنا می‌ساختند په اره دئسه می‌نامیدند که به معنای پیرامون دژ یا دیس بود. دیس به معنی بنا و کسی را که دیس می‌ساخت ،دیسا یعنی بنّا می‌خواندند. نمونه‌ای از این باغ‌ها، پردیس تخت جمشید است که خشایار شاه در هنگام شمردن بناهایی که ساخته از آن نام برده.
واژه پردیس به معنای بهشت، در زبان عربی فردوس و در زبانای دیگر به پارادایز (به معنی محوطه محصور و مدور باغ) نامیده می‌شود. بهشت یا وهشت به معنای بهترین زندگی است و این بهشت به شکل باغی سبز، خرم و زیبا مجسم می‌شده‌است. ما برای این مفهوم واژه جنت، فردوس، بهشت یا رضوان را بکار می‌بریم. در فارسی قدیم واژه پالیز نیز همین معنا را داشته ولی امروز فقط به مزرعه خربزه گفته می‌شود. چنان‌که فردوسی حکیم گوید: «وز آنجا به پالیز بنهاد روی» بعدها واژه باغ سرای در ادبیات ایران جای پردیس را گرفت. پالیز که احتمالاً تغییر یافته همان پردیس باشد بیشتر به مزرعه خربزه گفته شد.
- امروزه این واژه در زبان یونانی به صورت paradeisos به معنی باغ، و در زبان فرانسه به صورت paradis و در زبان انگلیسی به صورت paradise به معنی بهشت به کار برده می‌شود؛ بنابراین ایرانیان تصور ذهنیشان را از بهشت که به پاداش اعمال نیک به آن‌ها می‌بخشیده‌اند، در باغ‌هایی سرسبز و خرم تجسم بخشیده‌اند. در بهشت کوثر هست و درختان و گل‌ها و جویبارها، و در باغ نیز آب روان خوش و گل‌های زیبا و درخت‌هایی که می‌توان در سایهٔ آن‌ها آرمید و این محصور در دیواری است که مانع ورود جهنمیان به آن می‌شود. ”[۱۴]

## بررسی اولین چهار باغ

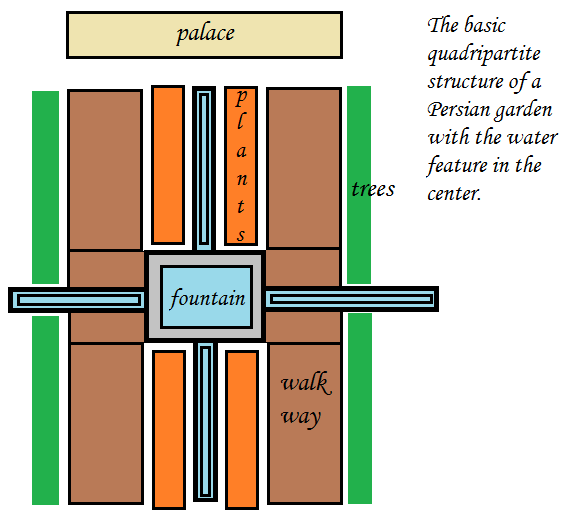
الگوی چهار باغ ایرانی

برای یافتن مفاهیم موجود در فرم چلیپایی باغ و درک بهتر ریشه‌های آن لازم است که نخست علل ساخت اولین چهار باغ را بررسی کنیم. طبق یافته‌های باستان‌شناسی اولین باغی که با فرم چهار باغ در ایران شکل گرفته، باغ پاسارگاد است که توسط کوروش کبیر ساخته شد.
الف- علل ساخت باغ‌های بین‌النهرین
تاریخ دقیق شروع باغ‌سازی یا کشاورزی در بین‌النهرین معلوم نیست. مدارکی در عراق- در نزدیکی مرز ایران، عراق و غربی‌ترین کوهپایه‌های زاگرس مرکزی- مربوط به نیمهٔ هزارهٔ ششم ق. م به دست آمده، که بیانگر پیشینهٔ آبیاری مزارع کشاورزی در کوه‌های زاگرس است.
”
ب- مفاهیم موجود در پاسارگاد
1. نظمی که نشان از عالم هستی دارد برای بیان قدرت شاه به کار می‌رود، آنچه از بررسی باغ‌سازی در بین‌النهرین حاصل گشته نشان می‌دهد که از باغ‌های ساخته شده در زمان نزدیک به هخامنشیان، برای نشان دادن قدرت سیاسی کشور استفاده می‌شد، یعنی فضا را به گونه‌ای طراحی می‌کردند که با آن‌ها کشورهای تابعه و خراج گزاران مراجعه‌کننده، بفهمانند که توسط حاکمی قدرتمند اداره می‌شوند. با توجه به تأثیرپذیری هخامنشیان از بین‌النهرین و همچنین توجه به این نکته که پاسارگاد کاخ - باغی حکومتی بوده می‌توان این برداشت را داشت یکی از دلایل ساخت پاسارگاد نشان دادن قدرت سیاسی هخامنشیان بوده‌است.
2. ایجاد ارتباط بین باغ و کاخ هنگامی که کوروش به سلطنت رسید به تأثیر از باغ‌های بین‌النهرین کاخ باغی را ساخت که بیانگر قدرت هخامنشیان در پاسارگاد بود. باغ‌های آشور، یا مجزا از کاخ و معبد طراحی می‌گردید یا پیوسته با آن‌ها ساخته می‌شد. باغ کوروش، با توجه به ایوان‌های طویل موجود در کاخ‌های پیرامون محوطهٔ باغ، به عنوان بخشی هماهنگ و مکمل با کاخ‌ها بنا گشته. ترکیب کلی متشکل است از سه کوشک، با ایوان‌هایی کشیده، در پیرامون یک محوطهٔ مستطیلی شکل.
3. باغ، تداعی‌کنندهٔ بهشت در ایران گل و گیاه و سبزه همیشه برای مردم جاذبهٔ خاصی دارد. دلایل آن را می‌توان به صورت زیر فرض کرد:

اقلیم گرم و خشک و گرمای سوزان آفتاب و همچنین خاطرهٔ بد کویر و بیابان‌های خشک باعث ایجاد این علاقه شده‌است. وضعیت اقلیمی این منطقه، آن چنان جلوهٔ بدی در ذهن ایرانیان ایجاد کرده، که کویر را جای دیوان و ددان دانسته، در مقابل، بهشت را همیشه باغی سرسبز و خرم تصور کرده‌اند. به همین دلیل باغ در ایران محیطی مقدس به‌شمار می‌آید. ”

## هندسه

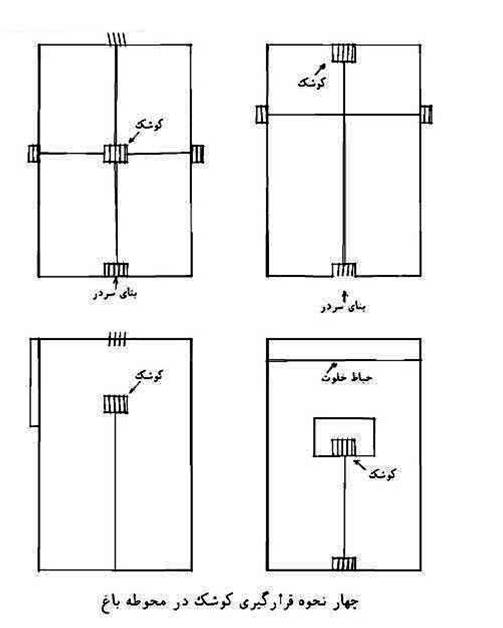
هندسه باغ

باغ‌های ایرانی را یا در زمین‌های مسطح ایجاد می‌کردند و باغ‌های دشتی بودند یا در زمین شیبدار، که امکان می‌داد باغ را با آبشارها و درختهای بیشتر، زیباتر ساخت. مانند باغ تاج نظر ،باغ شاهزاده ماهان و باغ تخت شیراز. در باغ ایرانی توجه خاصی به شکل‌های هندسی می‌شد و شکل مربع که فاصله بین اجزاء باغ را ساده و روشن نشان می‌داد از اهمیت خاصی برخوردار بود. برای کاشت درخت، نخستین گام، دقت در تعیین فاصله محل کاشت از هر طرف بود و بدین ترتیب مربع‌هایی شکل می‌گرفت که از هر طرف می‌توان ردیف درختان را دید. در باغهای ایرانی علاوه بر عمارت یا کوشک اصلی بناها سردر هم بود که در حقیقت بیرونی باغ یا محل پذیرایی محسوب می‌شد. در میان کرت باغ ایرانی معمولاً گیاهانی می‌کاشتند که زیاد بلند نشوند و همیشه سبز و زیبا باشند. یک اصل مهم در باغ‌سازی ایرانی چشم‌انداز اصلی به شکل مستطیلی کشیده‌است.
- در هندسه باغ ایرانی ۲ اصل مهم بود: سه کشیدگی در کنار هم و تقسیم باغ به مربع‌هایی که خود دارای تقسیماتی منظم و مربع شکل بودند. ”[۱۴]

## گونه درختان

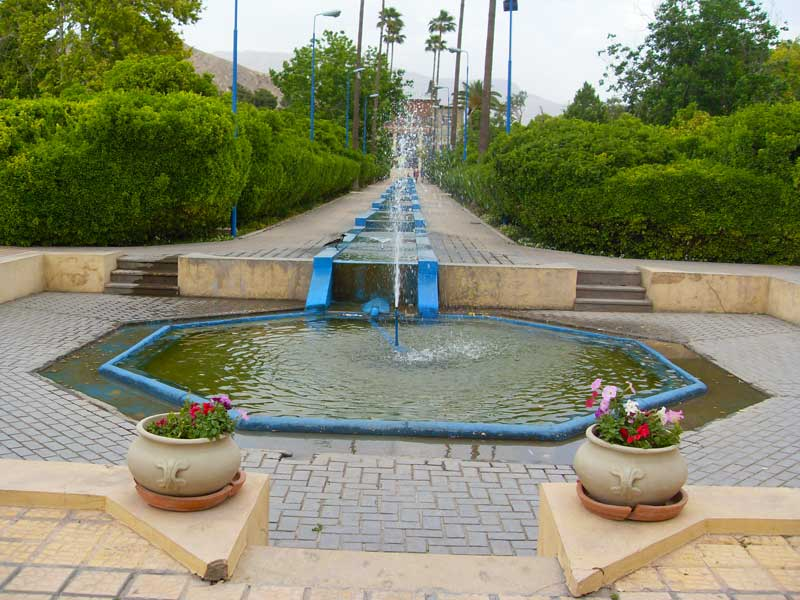
باغ دلگشا-شیراز

برای ایجاد سایه، در باغ‌های ایرانی از درختان سایه افکن استفاده می‌شد. در دو خیابان دو طرف میان کرت یا آبنما، برای کمک بیشتر به ایجاد سایه، گذرگاه‌های باغ‌ها را باریک‌تر انتخاب کرده تا سایه درختان دو طرف همه سطح گذرگاه را بپوشاند و به این ترتیب دالان سرپوشیده‌ای از درختان می‌ساختند. درختانی که معمولاً کنار خیابان‌های باغ، در محور اصلی، می‌نشاندند سرو، کاج و نارون؛ یا سرو، کاج و چنار؛ یا سرو، کاج و ارغوان بود.
گل‌ها در باغ
جایگاه گل‌ها در باغ درپای درختان بود. گلهایی کاشته می‌شد که خاصیتی داشته باشند، هم از عطر آن‌ها استفاده می‌شد و هم از گلبرگ‌هایشان حلوا و مربا درست می‌کردند و برخی از آن‌ها خاصیت دارویی داشتند. بنه گاه زمینی بود مربع مستطیل یا گرد که نشیمن تابستانی در کنار درخت‌های کهن بود. در کنار این نشیمنگاه‌ها گل ابریشم و نسترن معطر یا خرزهره به خاطر دفع حشرات می‌کاشتند. ”

## دوره تیموریان
یکی از مهم‌ترین منابع جهت شناخت باغ‌سازی و باغ ایرانی، کتاب ارشادالزراعه، اثر ابونصر هروی است که در سال ۹۲۱ هجری قمری و پس از سقوط امپراتوری تیموری به نگارش درآمد.

## باغ – فرش ایرانی

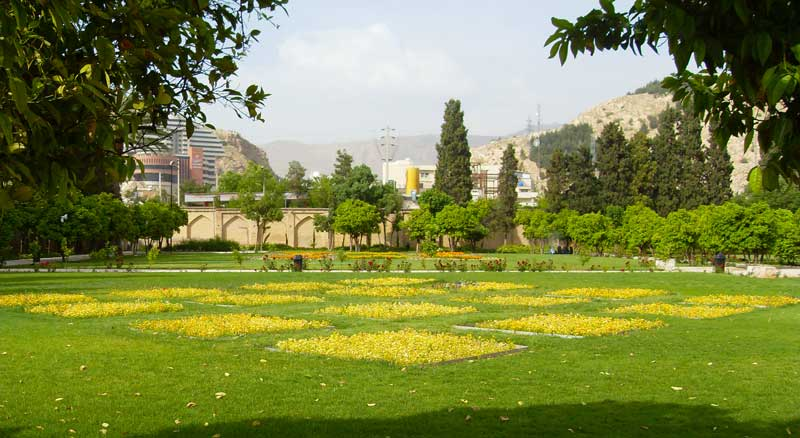
تزئینات باغ جهان‌نما-شیراز

فرش ایرانی بهترین تجسم باغ، پس از تجسم معمارانه آن در فرهنگ ایرانی است. باغ، موضوع بسیاری از نقش‌های فرش. قالی ایرانی است تا جایی که آرتور پوپ در این باره می‌نویسد: باغ مهم‌ترین موضوع مورد علاقه ایرانی هاست و تقریباً در همه قالی‌های ایرانی به شکلی شکوه مندانه و زنده به چشم می‌خورد. فرش ایرانی بیشتر باغ است تا فرش، در کنار حوضچه‌های مرکزی، درختان در نهایت زیبایی کاشته شده و با گل‌ها تزئین گشته. در ذهن ایرانی، باغ تمثیل قطعه ایست از بهشت و از جهان بیرون خود دور است و آسایش جسم و آرامش روح را به همراه دارد.
فرش ایرانی، باغی گسترده بر سطح زمین را نمایش می‌دهد و دید متعالی یعنی امکان دید ناظر از بالا را برای فرد فراهم می‌کند. در گذشته فرد با ورود به باغ و طی مرحله به مرحله مسیر با محیط باغ آشنا می‌شد و در طی فرایند زمانی – مکانی به شناخت و درک باغ نائل می‌شد. حال آنکه باغ – فرش در یک نگاه اجمالی تمامی باغ را به معرض دید می‌گذارد. تصویر کردن باغ با طرحی ساده یا صحنه‌ای ویژه رضایت مخاطب را جلب نمی‌کند بلکه باید مفهومی عمیق دربرداشته و تنها هنر تجریدی و تزئینی شایسته چنین کاری است. در دوران پس از اسلام نمادین شدن طرح و نقوش و تأکید بر غیر مادی بودن عناصر طبیعی مد نظر بوده و ایرانیان با ارائه هندسه‌ای قوی و غنی این نیاز را بر طرف ساختند. پرسپکتیو در طراحی باغ – فرش جایی نداشته و این گونه به نظر می‌آید که حاشیه در فرش حکم دیوار در باغ را دارد، نه به عنوان قاب محدودکننده بلکه به عنوان پنجره‌ای به سوی ادراک در برابر چشم ناظر.
در ایران باغ فضایی محصور و ایمن از پیرامون خود است. مانند یک آبادی در میان صحرا، مطبوع و خوشایند است. میشل فوکر می‌نویسد:فرش ایرانی، باغی متحرک در فضا – مکان است. باغ هم کوچکترین قطعه از جهان است و در عین حال تمامی جهان. در اصل باغ در فرش ایرانی خاصیت بی زمانی – بی مکانی می‌یابد. در تولید به روش سنتی فرش، که معمولاً بافنده و مصرف‌کننده آن یکی است، باغ- فرش آن طرح و نقشی است که در ذهن و تخیل بافنده است. فرش، این باغ متحرک، هم محیطی از باغ را به خانه می‌آورد، هم یادآور آسایش و آرامش باغ است و هم محیط باغ را یادآور می‌کند.

### بازتاب باغ در فرش ایران
باغ تمثیلی است از بهشت موعود آئین‌های مختلف. نشانی از تعلق آدمی به زیبایی‌های این جهان. طراح فرش، خواهان بهشت جاودان است. مفهوم معمارانه باغ، بازتاب حس مکان است و باغ تصویر کلی کیهان را به نمایش ی گذارد. این مفهوم از راه هندسه رنگ و ماده به حیطه حواس در می‌آید؛ بنابراین باغ در جهان بینی مشرق زمین ایران، هندسی طراحی می‌شود.
در باغ هندسی، که طرح مسلط باغ ایرانی است، تقسیمات و اشکال کلی در چهارچوب قواعد ریاضی و تابع نظام هندسی است. بر این مبنا طراحی باغ در فرش خصوصیات فوق را به همراه آمیزه‌ای از باورها و اندیشه‌های دینی زمان خود را دارا بوده. شرحی که قرآن مجید از بهشت آورده؛ چهار جوی از آب و شیر و عسل و شراب را مطرح کرده.
عمده قالی‌های گلستان باقی‌مانده از دوره صفوی به بعد بافته شده و به‌طور مشخص دارای نقشه گلستان است. فرش دارای چند حاشیه گلدار و حاشیه پهن است. درخت، بلبل و متنی که شبکه آبیاری و چند استخر آن را به چند بخش مهم تقسیم کردهو هر بخش دارای ۴–۶ قسمت است. حرکت آب در جوی‌ها با خط‌های موجی و آبی رنگ نمایان می‌شود.

## پردیس در بستر معماری و فرش ایران

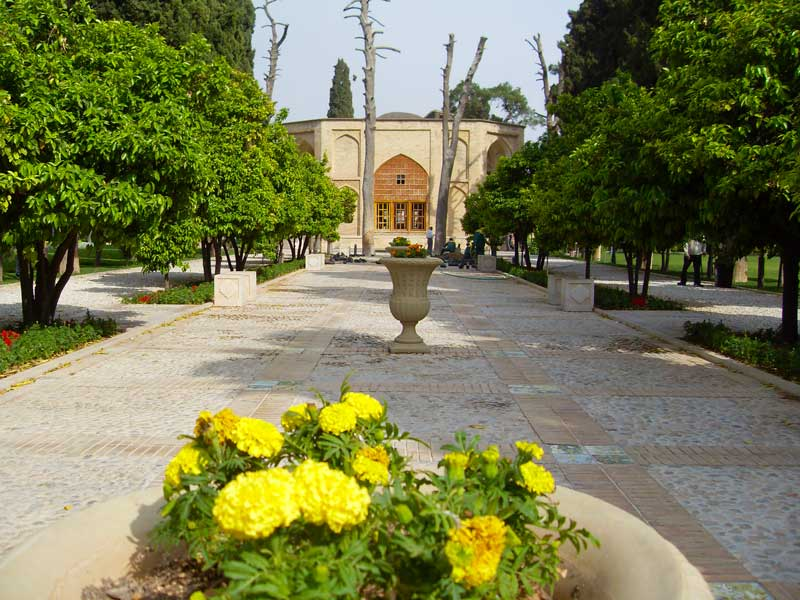
کوشک باغ جهان‌نما-شیراز

خواجه نصیرالدین طوسی بر اساس آموزه‌های عرفانی، هر یک از چهار وجه شناخت را به واسطه نمادین یکی از نوشیدنی‌های موعود به اهل طریق معرفی می‌کند: اول شناخت پدیده‌ها از طریق حواس عقلانی که نمود آن، آب است. دوم شناخت از راه تخیل که نمود آن شیر است. سوم شناخت از راه حکمت که نمود آن عسل است و چهارم شناخت از راه شهود عارفانه که نمود آن شراب عشق است.
- مقایسه ویژگی‌های باغ در معماری و فرش

1. اندیسه و جهان بینی حاکم بر طراحی باغ در هر دو یکی است. باغ نمایانگر عالم بالا و بازتابی از بهشت است.
2. طرح کلی در هر دو مورد برگرفته از برداشت مؤمنان از فردوس آرمانی است؛ که از متون مذهبی گرفته شده و هر دو تجسم بهشت قدسی است.
3. چیدمان عناصر و اجزاء آن نشاط و شادابی و آرامش را به مخاطب القا می‌کند.
4. سامانه‌های اساسی چهارگانه: معماری، آبیاری، کاشت و تفرجگاه را در هر دو ایفا می‌کند. دیوار در باغ برابر حاشیه در فرش است.
5. نظام آبیاری در هر دو از یک حوض مرکزی با چهار محراب اصلی آغاز و به صورت متقارن در چهار طرف باغ قرار می‌گیرد.
6. درختان و گیاهان با رنگ‌هایی شاد، پرندگان بر شاخسار درختان، جویبارها و ماهیان همگی نشان سرزندگی در فرش و معماری است.
7. وجود باغ باعث پیوند زمانی میان بهار و زمستان در اقلیم و محیط پیرامون خانه است و باعث تفکر و تعقل در مورد فردوس جاودانی است.
8. طرح باغی فرش ایرانی با باورهای آئینی ایرانیان همسو بوده.
9. طرح کلی فرش‌های ایرانی با طرح باغ‌های ایرانی هماهنگ است.
10. باغ ایرانی و قالی ایرانی هردو نمایانگر بهشت جاودان است.[۲۴]

## میراث جهانی
مجموعه نه باغ ایرانی در ایران، در سال ۲۰۱۱ به عنوان میراث جهانی یونسکو به ثبت رسیده‌اند. این باغ‌ها عبارتند از:
| شماره ثبت | نام                 | مکان     | سال ثبت | مساحت        |
| --------- | ------------------- | -------- | ------- | ------------ |
| ۱۳۷۲–۰۰۱  | باغ ایرانی پاسارگاد | پاسارگاد | ۲۰۱۱    | ۲۴۹٫۶۵ هکتار |
| ۱۳۷۲–۰۰۲  | باغ ارم             | شیراز    | ۲۰۱۱    | ۱۲٫۷ هکتار   |
| ۱۳۷۲–۰۰۳  | باغ چهلستون         | اصفهان   | ۲۰۱۱    | ۵٫۸ هکتار    |
| ۱۳۷۲–۰۰۴  | باغ فین             | کاشان    | ۲۰۱۱    | ۷٫۶ هکتار    |
| ۱۳۷۲–۰۰۵  | باغ عباس‌آباد        | بهشهر    | ۲۰۱۱    | ۴۲۰٫۲ هکتار  |
| ۱۳۷۲–۰۰۶  | باغ شازده           | کرمان    | ۲۰۱۱    | ۵٫۵ هکتار    |
| ۱۳۷۲–۰۰۷  | باغ دولت‌آباد        | یزد      | ۲۰۱۱    | ۸ هکتار      |
| ۱۳۷۲–۰۰۸  | باغ پهلوان‌پور       | مهریز    | ۲۰۱۱    | ۳٫۵ هکتار    |
| ۱۳۷۲–۰۰۹  | باغ اکبریه          | بیرجند   | ۲۰۱۱    | ۳٫۴ هکتار    |

## دسته‌بندی مکانی

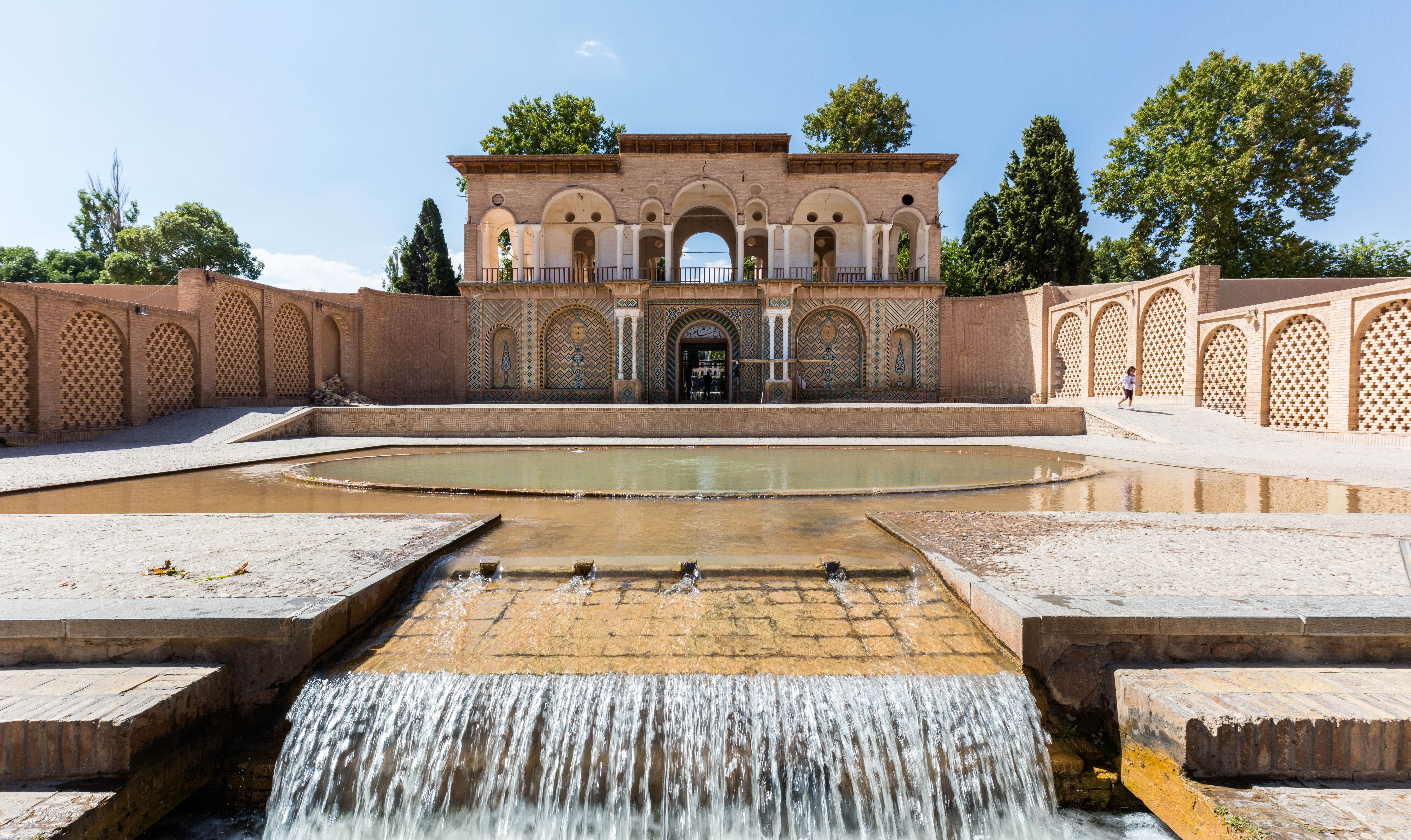
باغ شاهزاده ماهان

در تمام شهرها و روستاهای ایران به‌خصوص در مناطقی که دارای قنات هستند باغ ایرانی یا باغ سرای ایرانی وجود داشته‌است.
- بعضی از معروف‌ترین باغ‌های ایرانی را می‌توان به صورت زیر فهرست بندی کرد.

### استان اصفهان
- چهلستون (م. ج)
- هشت‌بهشت
- باغ فین (م. ج)

### استان فارس
- باغ ایرانی پاسارگاد (م. ج)
- باغ ارم (م. ج)
- باغ دلگشا
- باغ نارنجستان قوام
- باغ عفیف آباد
- باغ جهان‌نما
- باغ نظر (کازرون)
- باغ نظر (شیراز)
- باغ جنت

### استان قزوین
- باغ فرهنگی قزوین
- عمارت باغ سپهدار
- باغ تاریخی مصلای قزوین

### استان کرمان
- باغ شاهزاده ماهان (م. ج)
- باغ فتح‌آباد
- باغ امام جمعه (صالحی)
- باغ خانه محمداسماعیل‌خان نوری
- باغ هرندی
- باغ بیرم‌آباد

### استان خراسان جنوبی
- باغ اکبریه (م. ج)
- ارک بیرجند
- باغ ملی گناباد
- باغ ملی قاین
- باغ سرایان

### استان خراسان رضوی
- کاخ کلات
- باغ ملی گناباد
- باغ قدمگاه نیشاپور
- باغ ترشیزی

### استان کهگیلویه و بویراحمد
- باغ چشمه بلقیس چرام

### استان خوزستان
- باغ پارک مدرن، اهواز

### استان سمنان
- باغ چشمه علی

### استان مازندران
- باغ عباس‌آباد (م. ج)
- باغ چهل‌ستون بهشهر

### استان تهران
- باغ سعد آباد
- باغ نیاوران
- باغ فرمانیه
- باغ فردوس
- باغ نگارستان
- عمارت مسعودیه

### استان همدان
- پارک سیفیه

### استان یزد
- باغ دولت‌آباد (م. ج)
- باغ پهلوان‌پور (م. ج)
- باغ گلشن

## باغهای ایرانی خارج از مرزهای کنونی کشور ایران
باغ ایرانی یا پرشن گاردن فقط در داخل مرزهای جغرافیایی ایران محدود نمانده و به حوزه تمدن ایرانی در دیگر کشورهای همسایه (امروزی ایران) که در گذشته جزو سرزمین‌های ایران محسوب می‌شدند نیز وجود داشته و دارد، یکی از بهترین نمونه‌های باغ ایرانی در خارج از ایران آرامگاه همایون در دهلی و نسخه کپی شده از آن در تاج محل در اگرای هندوستان است.

## نگارخانه

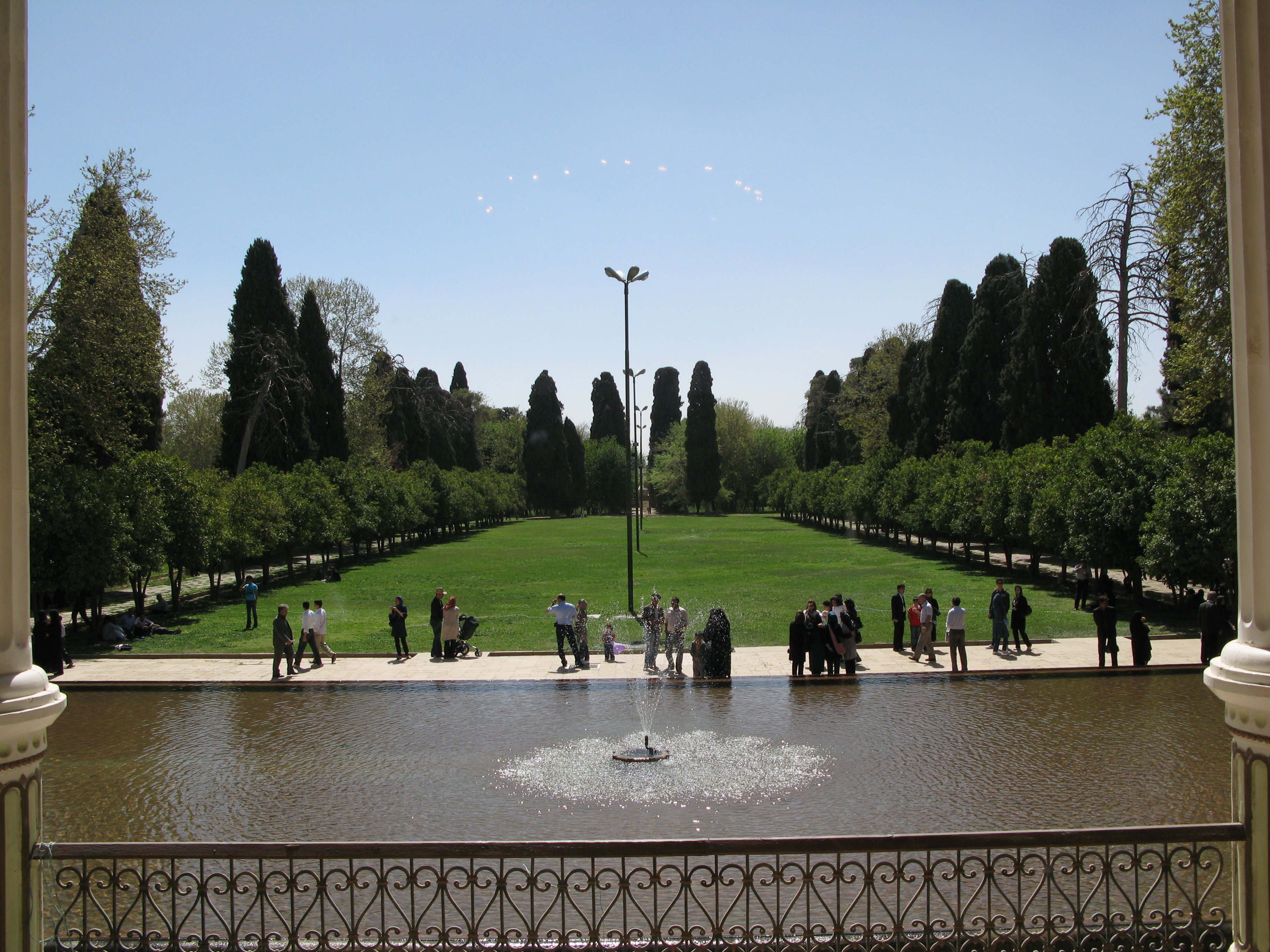
باغ عفیف آباد
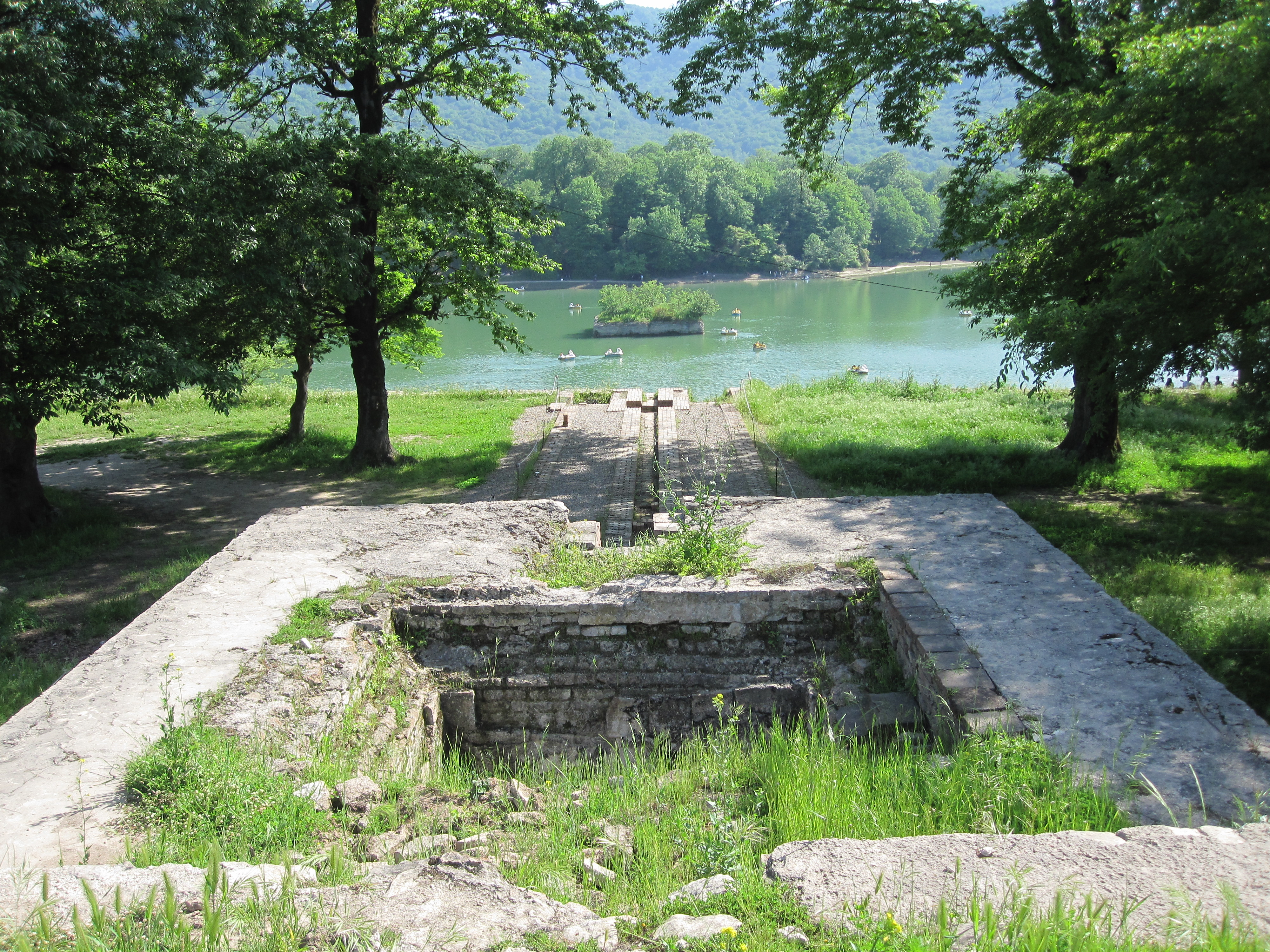
باغ عباس‌آباد
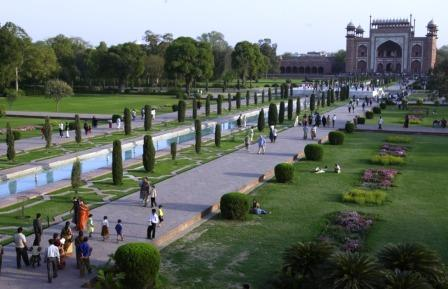
باغ تاج محل
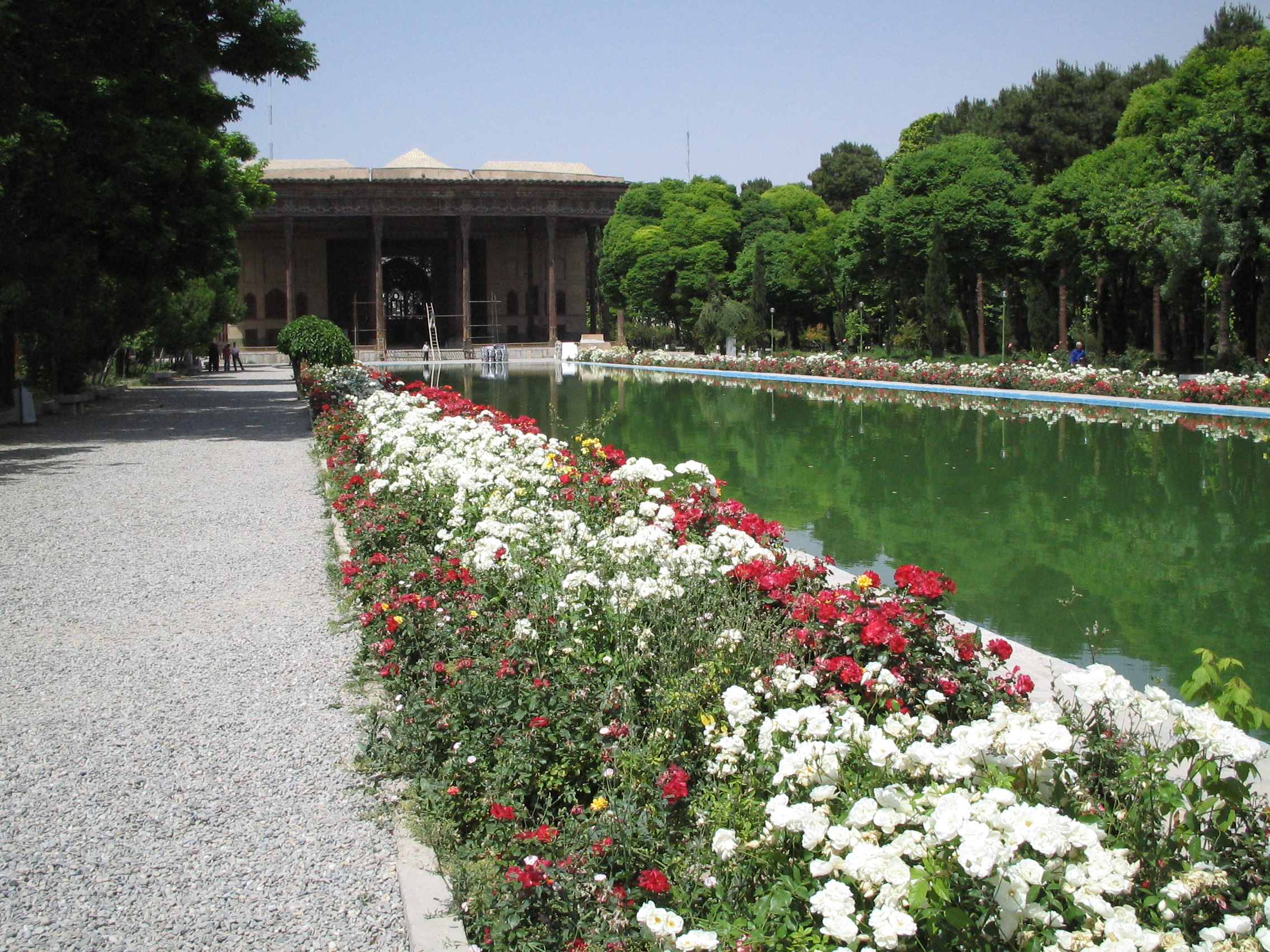
باغ چهلستون
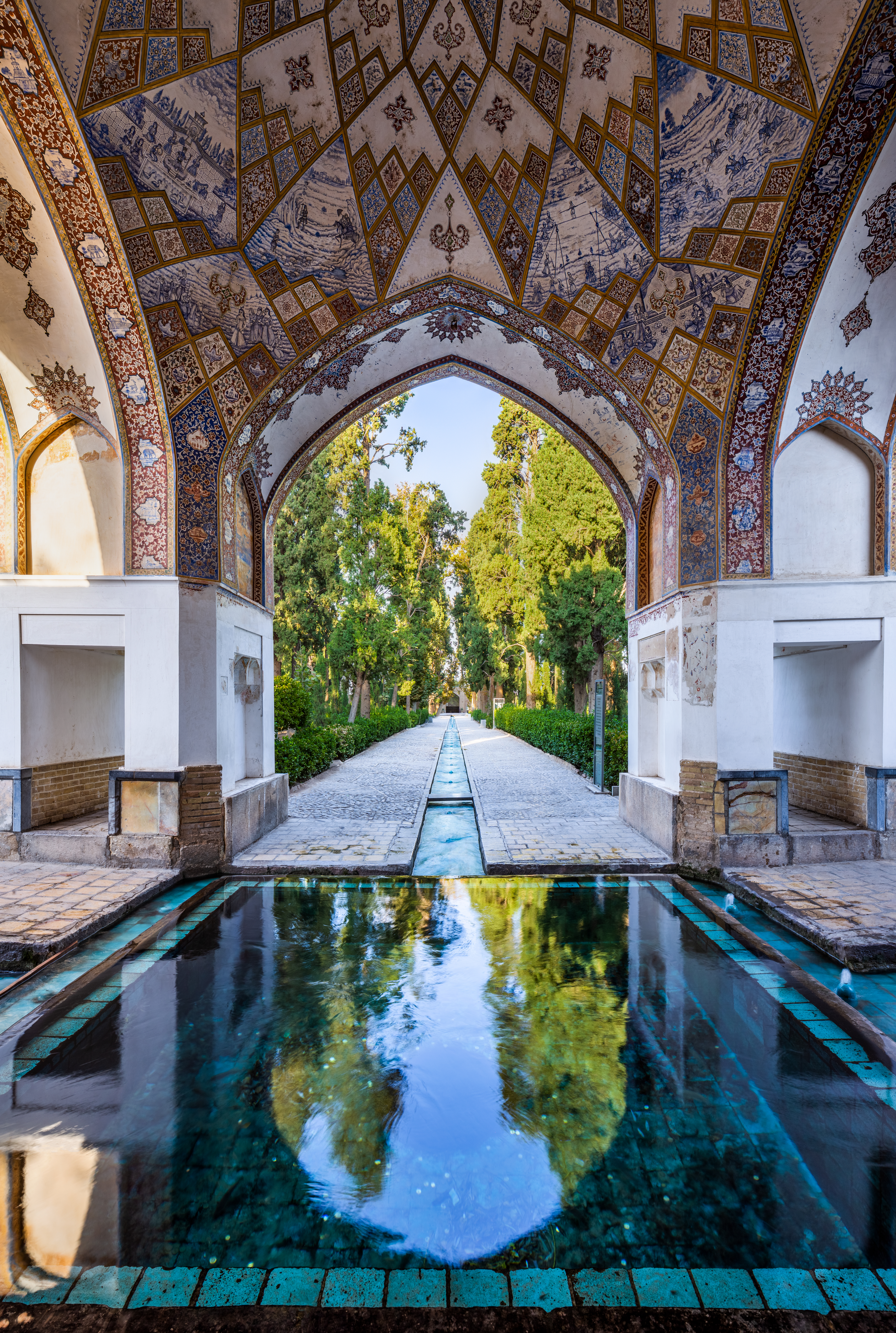
باغ فین
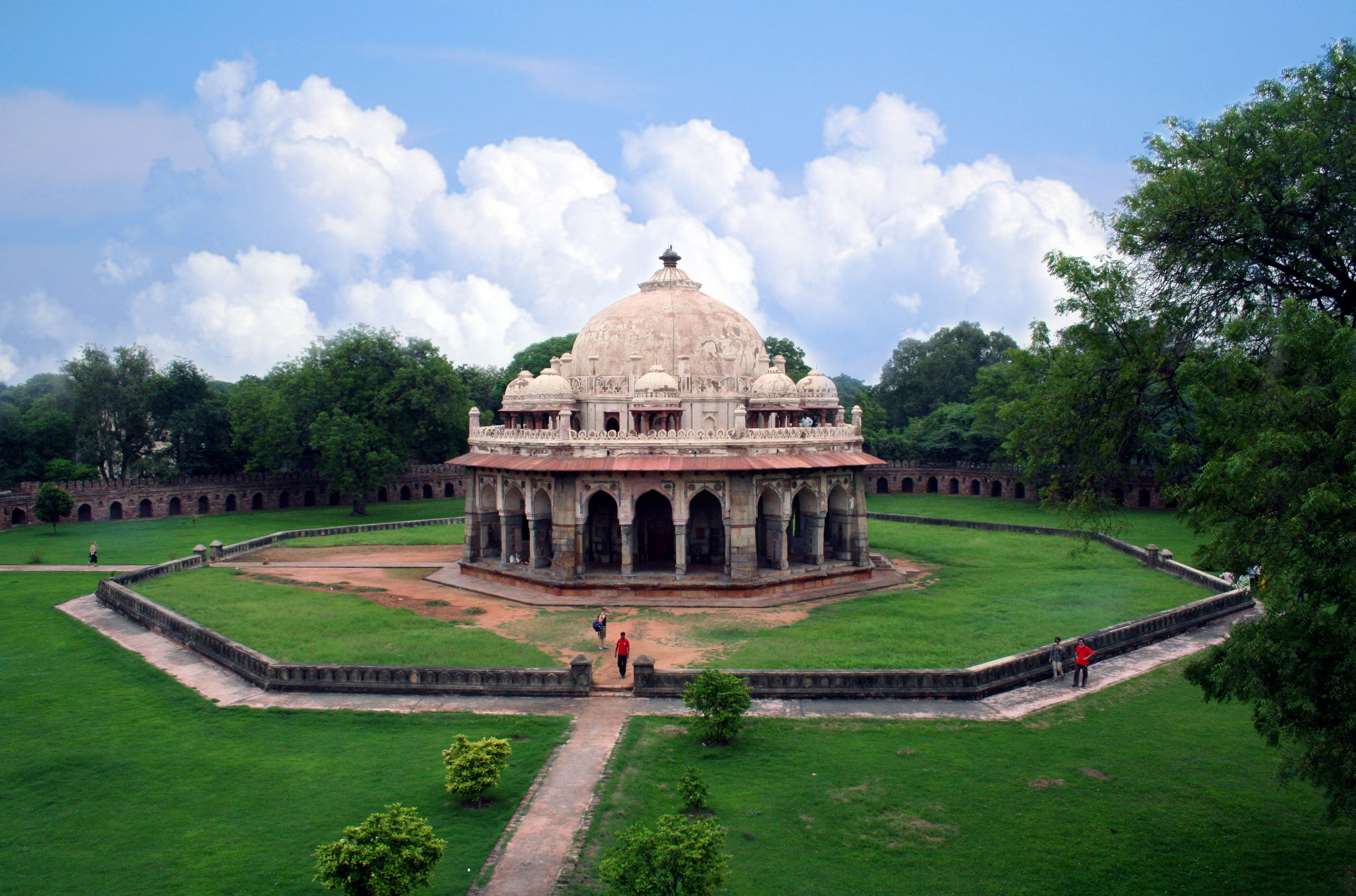
آرامگاه عیسی خان نیازی درمجموعه آرامگاه همایون
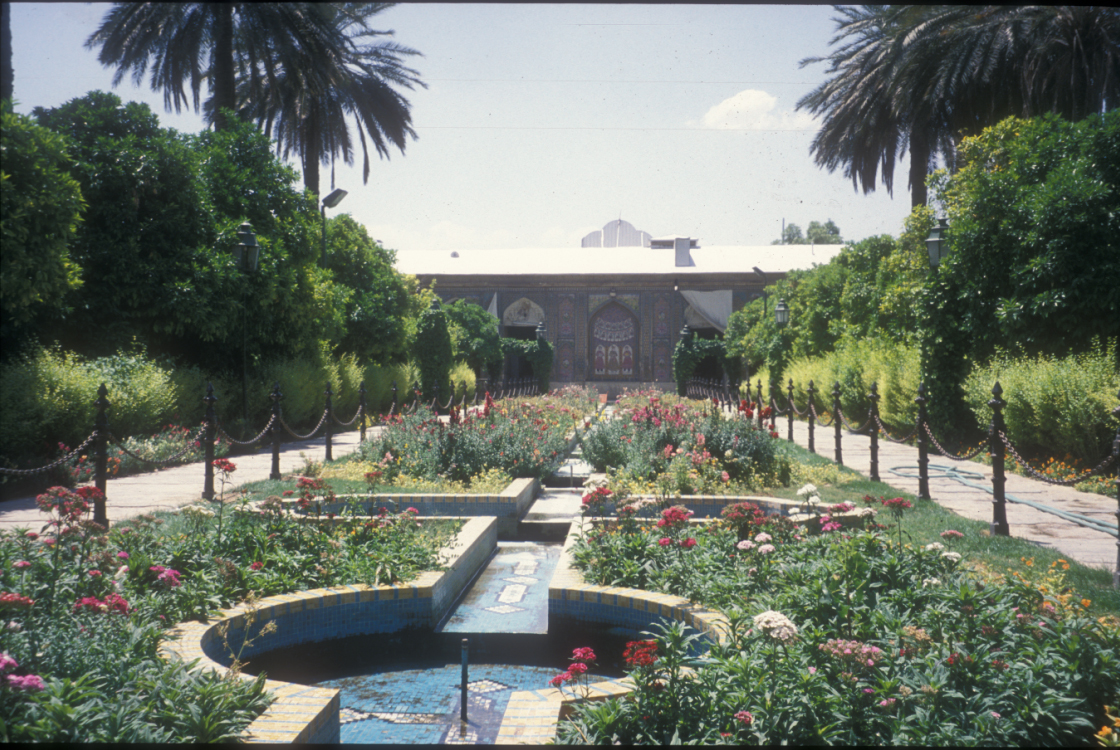
منزل قوام‌السلطنه در شیراز
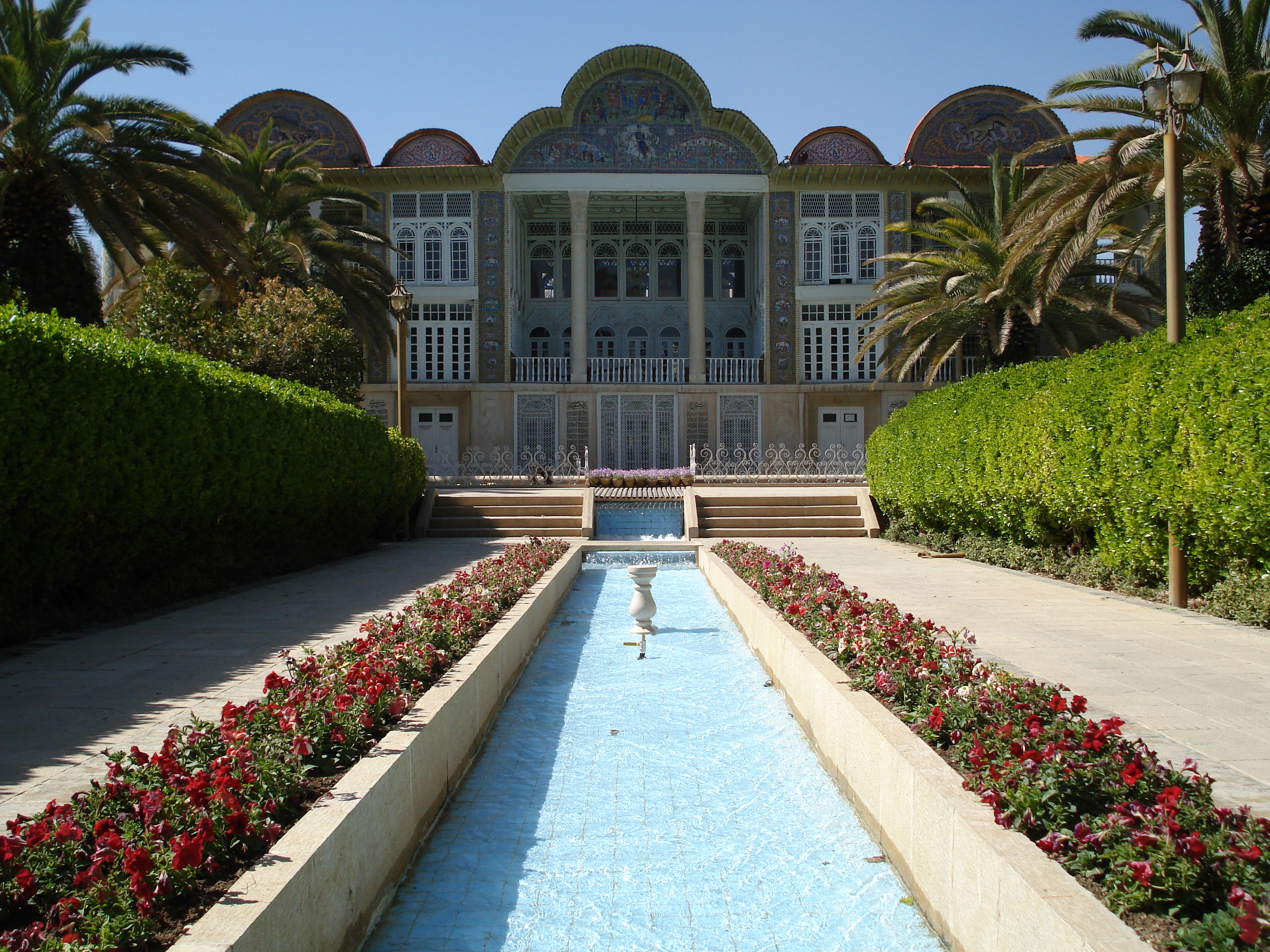
باغ ارم
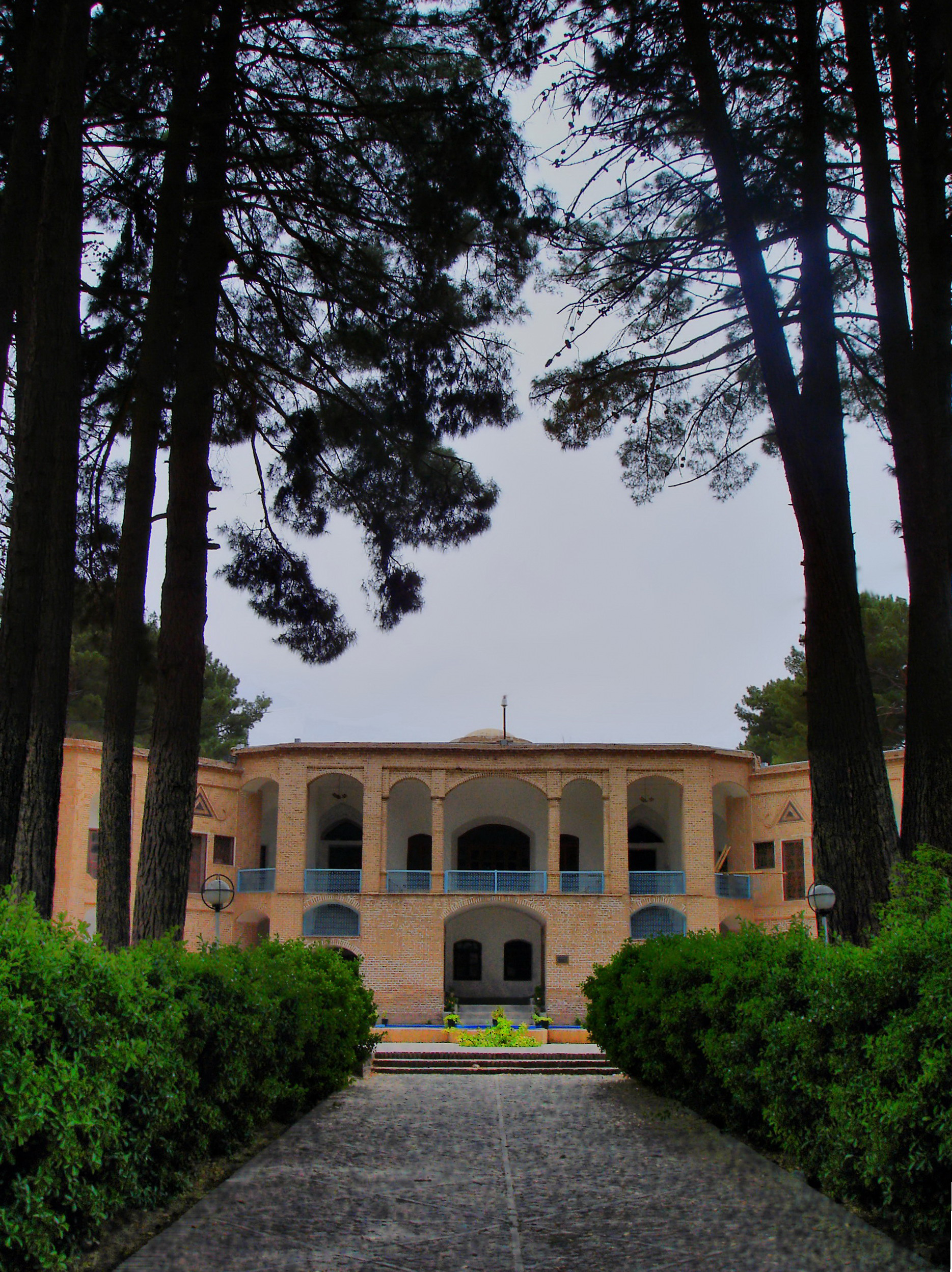
باغ اکبریه
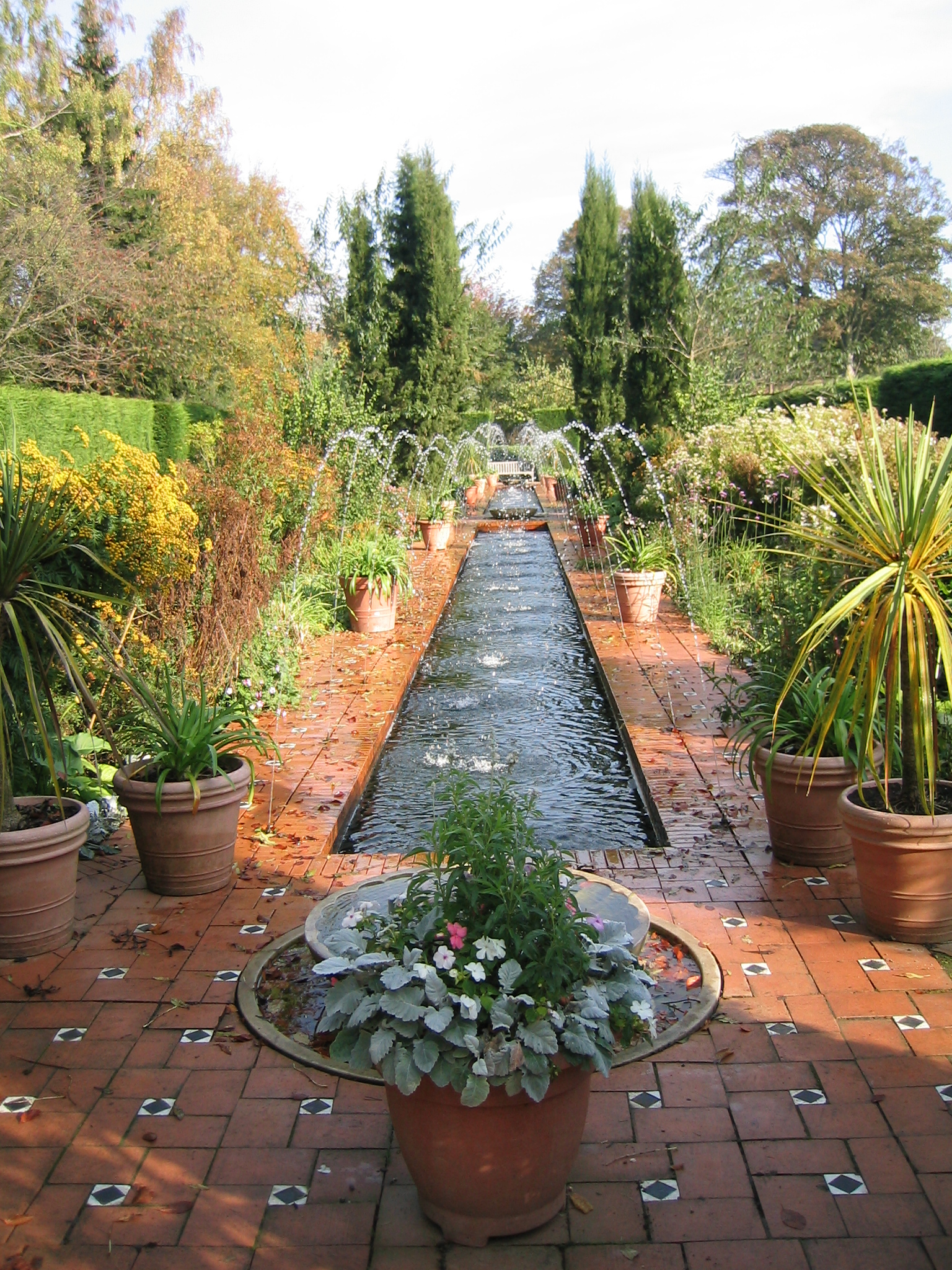
باغ الحمرا
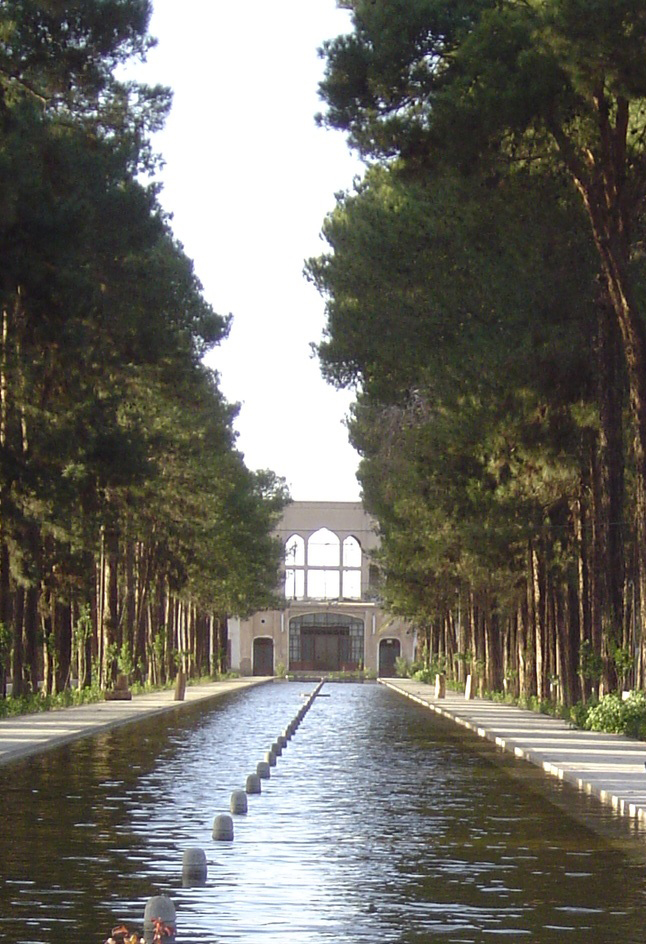
باغ دولت‌آباد
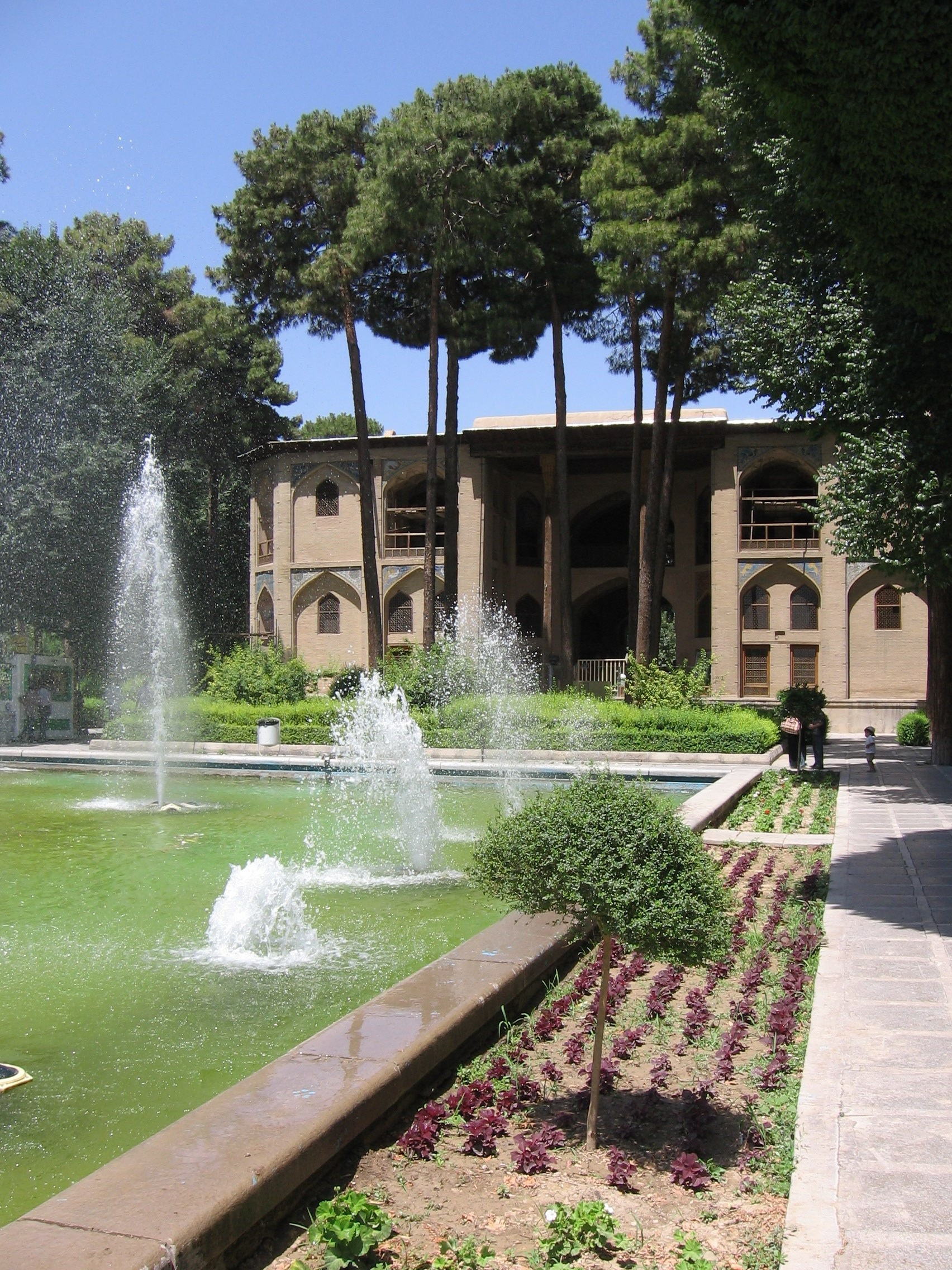
باغ هشت‌بهشت
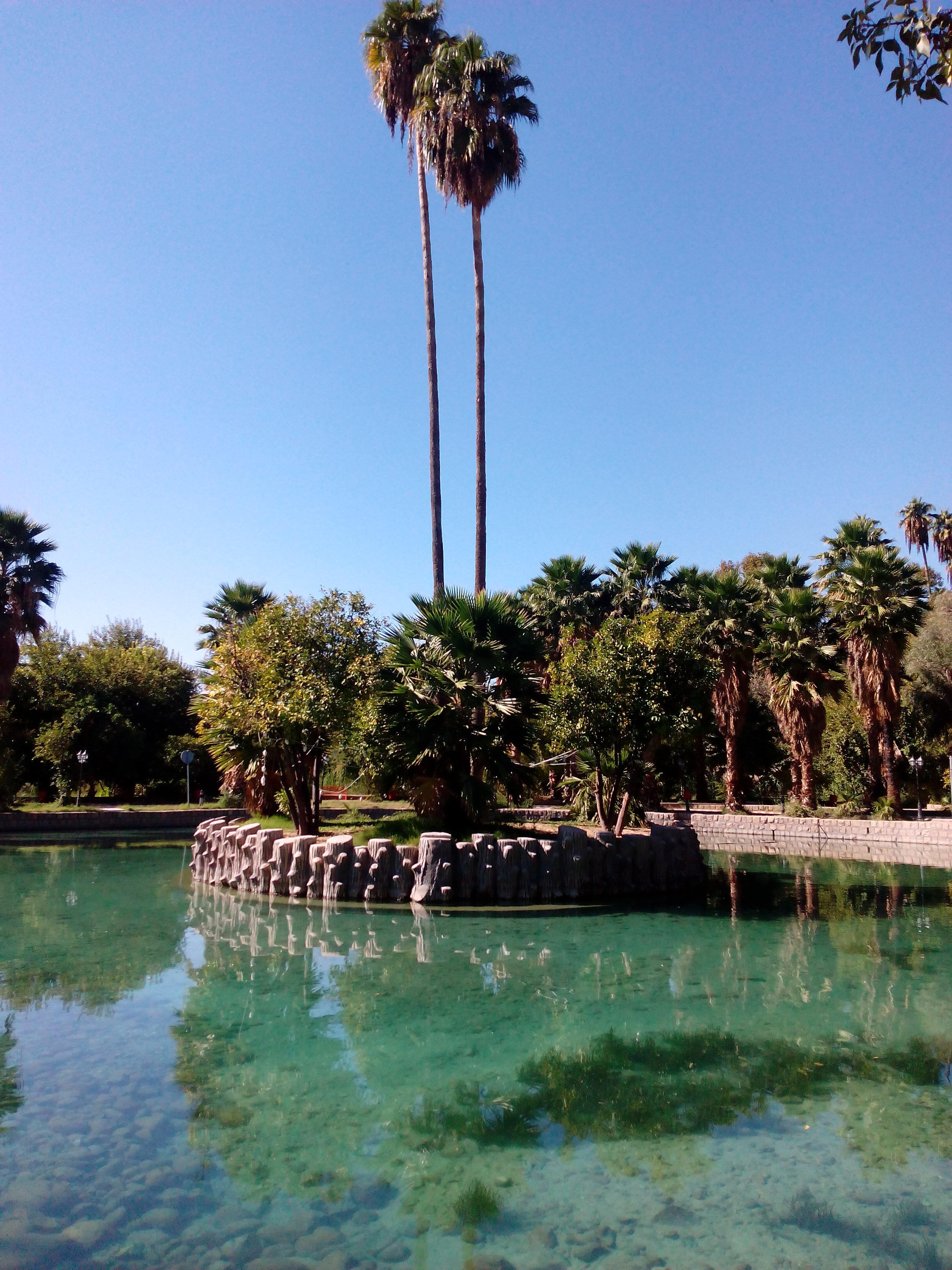
باغ چشمه بلقیس